# جوئل بوسیس
جوئل بوسیس (انگلیسی: Joël Bossis؛ زادهٔ ۲۰ مهٔ ۱۹۶۵) بازیکن فوتبال اهل فرانسه است.
از باشگاه‌هایی که در آن بازی کرده‌است می‌توان به باشگاه فوتبال لو مان اشاره کرد.